# Eternal Moonshine of the Simpson Mind
«Eternal Moonshine of the Simpson Mind» (рус. Вечное сияние симпсоновского разума (игра слов: «moonshine» — «лунный свет, лунное сияние», а также — «самогон») — девятый эпизод девятнадцатого сезона мультсериала «Симпсоны». Премьера состоялась 17 декабря 2007 года на канале FOX. У эпизода была 10,15-миллионная аудитория.

## Сюжет
Зимой Гомер Симпсон просыпается в сугробе и не помнит, что делал вчера, думая, что он перебрал с алкоголем в тот день. Он приходит домой и видит, что вся семья исчезла. Маленький Помощник Санты нападает на него. После этого Гомер идёт в бар Мо, где Мо сообщает ему, что он был здесь ночь перед тем, как семья исчезла, и хотел забыться. Мо объясняет, что дал ему «Глоток-Беспамятства»(«Forget-Me-Shot»), очищающий последние 24 часа воспоминаний. Шеф Виггам сказал Гомеру, что в его доме случилось что-то ужасное, о чём и было доложено Недом Фландерсом. Гомер моментально погружается в воспоминания этого вечера, когда Виггам спрашивал Мардж о происхождении синяка под глазом, и она нервно ответила ему, что наткнулась на дверь.
Окончательно запутанный, Гомер идёт домой, где фотография жены вызывает очередное воспоминание — Мардж умоляет Гомера остановиться, а затем трет глаз и морщится от боли. В ужасе Гомер идёт к дедушке Симпсону за помощью. Эйб рассказывает сыну о новом изобретении Профессора Фринка, помогающее людям анализировать свои воспоминания. При помощи этой машины Гомер видит себя застающим врасплох Мардж и Даффмена. Когда Мардж говорит, что она не хотела, чтобы Гомер все узнал, то Гомер делает вывод, что жена ему изменяла.
Гомер решает, что его жизнь никчемна, и прыгает с моста. В полёте вся его жизнь проносится у него перед глазами, в том числе он полностью вспоминает события предыдущего вечера. Выясняется, что Мардж решила сделать вечеринку-сюрприз для Гомера в честь окончания выполнения общественных работ и не хотела, чтобы он об этом узнал. Даффмен, нанятый Мардж для проведения вечеринки, достал бутылку Дафф-шампанского. Вне себя от радости, Гомер пытается открыть бутылку шампанского, в то время как Мардж просит его остановиться, так как она хочет оставить бутылку для вечеринки. Пробка вылетает из бутылки и бьёт Мардж в глаз. Воспоминание заканчивается и, вместо того, чтобы разбиться насмерть, Гомер приземляется на батут, который был на корабле, на котором проходила вечеринка-сюрприз.
Когда Гомер спрашивает Мардж, почему та соврала шефу Вигаму, та отвечает, что не хотела его приглашать, потому что знает, что он придёт вместе с Сарой Виггам, которую Мардж недолюбливает. Появляются Карл и Ленни, и Гомер вспоминает, как говорил своим приятелям, что чувствует себя виноватым в том, что узнал о вечеринке, над организацией которой так трудилась Мардж. Когда Мо предложил «Глоток-Беспамятства», Гомер точно предсказал, что случится, и попросил Ленни убедиться в том, что на корабле будет батут. В финале выясняется, что Маленький Помощник Санты обозлился на Гомера, потому что тот совсем о нём не заботится.

## Культурные отсылки
- Название эпизода и его сюжет пародируют фильм Вечное сияние чистого разума и идею стирания из памяти неприятных воспоминаний.
- Воспоминания Гомера показываются как видео на YouTube.
- Белка в начале эпизода — пародия на белку из мультфильма Ледниковый период.
- Красти говорит, что он пошутил в стиле Мела Гибсона, ссылаясь на инцидент, когда Мел Гибсон нелицеприятно высказался о евреях.
- Падение Гомера на батут — отсылка к фильму «Игра» с Майклом Дугласом и Шоном Пенном.
- Диванная сцена пародирует идею фрактальности вселенной.
- Путешествие Гомера сквозь свои воспоминания в пузыре — отсылка к фильму «Фонтан» с Хью Джекманом в главной роли.
- Воспоминания Гомера пародируют видео Ноа Калин, в котором собраны фотографии его самого, которые он делал каждый день в течение шести лет[1].
- Воспоминания через фотографии с вылетающими бабочками — это отсылка к фильму Эффект бабочки, где главный герой так же с помощью фотографий возвращался в свои воспоминания.

## Интересные факты
- Судя по этому эпизоду, Даффмен страдает от дислексии[источник не указан 4748 дней].

## Отзывы
Эпизод собрал 10-миллионную аудиторию, тем самым став лидером по просмотру и получив 4,8 пункта рейтинга или 12 % аудитории. Роберту Кэннингу из IGN эпизод очень понравился: «Гомер внутри собственного мозга в попытках вспомнить события предыдущего дня — отлично придумано. Это остроумно, смешно и зрелищно, смотреть этот эпизод — сплошное удовольствие».

## Саундтрек
- Felix Bernard — «Winter Wonderland»
- Rascals — «It’s a Beautiful Morning»
- Carly Comando — «Everyday»
- Badfinger — «Day After Day»[3]